# Alfred Barye
Alfred Barye, född 21 januari 1839 i Paris, död 1882 i Paris, var en fransk skulptör som bland annat gjorde många detaljrika bronsskulpturer av djur. Han var son till skulptören Antoine-Louis Barye och gick i lära hos fadern.
Liksom hans far Antoine Louis blev Alfred Barye Ferdinand Philippe d'Orléans favoritskulptör och senare Napoleon III:s kvasiofficiella skulptör.
Hans mest framgångsrika och talrika ämnen var dåtidens kapplöpningshästar, men han är känd för att ha modellerat många verk i sin fars stil såväl som en egen stil.
Han signerade många av sina skulpturala verk Barye eller A. Barye, samma signatur som användes av hans far. Detta orsakar lika mycket förvirring idag som det gjorde under hans livstid och många av Alfreds modeller hänförs felaktigt till och säljs som hans fars verk. Efter mycket oenighet i familjen och på faderns insisterande började han signera sitt arbete Alf. Barye, och senare A. Barye Fils. Det har föreslagits men aldrig bekräftats att Alfred Barye var ansvarig för en hel del otillåtna livstidsavgjutningar av sin fars verk.

## Konstutställning
Alfred Barye ställde ut på Parissalongen under följande år:
1864 ställde han ut en bronsskulptur av en kapplöpningshäst med titeln Walter Scott.
1865 ställde han ut flera bronsskulpturer av kapplöpningshästar.
1866 ställde han ut ett brons av en kapplöpningshäst och jockey.
1882 ställde han ut en bronsfigur av en italiensk gycklare.

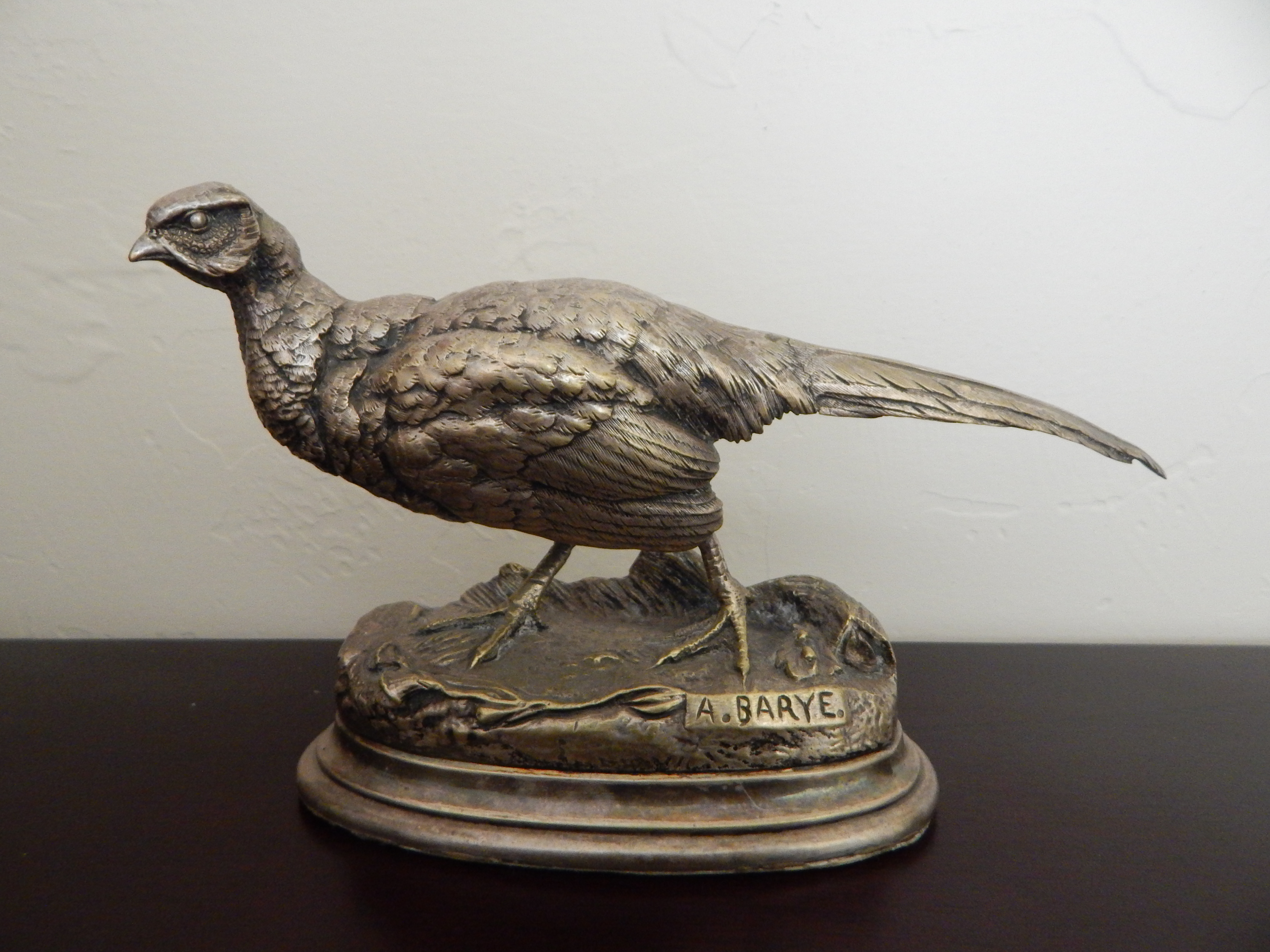
Bayres fasan av försilvrat brons från omkring 1875

## Museum
Baryes bronser finns nu i många museers samlingar:
- Louvren, Paris
- Musée d'Orsay, Paris
- Brooklyn Museum, New York City
- Fogg Museum, Harvard Art Museums, Cambridge, Massachusetts
- Busch–Reisinger Museum, Harvard Art Museums, Cambridge, Massachusetts
- Arthur M. Sackler Museum, Harvard Art Museums, Cambridge, Massachusetts
- São Paulo Museum of Modern Art, Brasilien
- The Israel Museum, Jerusalem, Israel
- Appleton Museum of Art, Florida, USA